# Деще Кевир
Дащ е Кявир (на персийски: دشت كوير; букв. „ниски равнини“), също Дещ е Кебир и Голяма солена пустиня, е солена пустиня, намираща се в северната част на Иранската планинска земя, на територията на Иран. Дължина от запад на изток около 500 km, ширина до 250 km, площ около 55 000 km². На север е ограничена от планината Алборз и Нишапурските планини, на изток – от хребетите на Източноиранските, а на юг и югозапад – от хребетите на Средноиранските планини. Състои се от редица безотточни падини с надморска височина 600 – 800 m, заети от глинести такири и солончаци (Дерячейе Немек и др.), а по перифериите – от пресъхващи солени блата, езера и големи пясъчни масиви. През лятото повърхността на солончаците се покрива със солна кора с полигонално напукване и мощност от няколко сантиметра, под която лежи пясъчно-тинеста рядка каша. През пролетта, по време на дъждовете тази повърхност става непроходима и се превръща в езеро от рядка солена кал. На големи пространства пустинята е лишена от всякаква растителност, като само тук-таме се среща сухолюбивата солянка. Между многобройните падини са разположени тесни и ниски пясъчни възвишения. През пролетта западните и северозападните части на Деще Кевир се оводняват от временни реки (Дубрар, Хеблеруд, Руде Шур, Карачай и др.), стичащи се от планината Алборз и северозападните части на хребета Кухруд. Оазисите, в които има населени места са разположени в пределите на предпланинските равнини, обкръжаващи пустинята, като най-големите са Сабзевар, Шахруд, Дамган, Семнан, Кум, Кашан и др.